# Neubaustrecke Bielefeld–Hannover
Die Neubaustrecke Bielefeld–Hannover ist eine geplante Eisenbahn-Schnellfahrstrecke zwischen der ostwestfälischen Stadt Bielefeld und der niedersächsischen Landeshauptstadt Hannover. Sie steht im Zusammenhang mit der Umsetzung des Deutschlandtaktes und soll die dort vorgesehenen Kantenfahrzeiten im Schienenpersonenfernverkehr ermöglichen sowie die bestehenden Bahnstrecken Hannover–Minden und Hamm–Minden entlasten.
Das Vorhaben ist Teil des im Deutschlandtakt verankerten Ausbauvorhabens zwischen Hamm und Hannover, deren Kernstück eine zwischen Bielefeld und Seelze geplante Aus- und Neubaustrecke ist.

## Planung
Der erste Gutachterentwurf zum Deutschlandtakt vom Oktober 2018 sieht im Fernverkehr zwischen den  Hauptbahnhöfen Bielefeld und Hannover eine Fahrzeit-Verringerung von 48 auf 31 Minuten vor. Beide liegen 91 Kilometer Luftlinie voneinander entfernt.
Am 18. März 2019 kündigte der damalige Bahnbeauftragte der Bundesregierung, Enak Ferlemann, an, dass der Bund der Deutschen Bahn finanzielle Mittel in Höhe von zunächst rund 1,9 Milliarden Euro für eine Neubaustrecke zwischen Bielefeld und Hannover (Seelze) zur Verfügung stellen werde. Zuvor war im Rahmen des Bundesverkehrswegeplans 2030 ein Aus- oder Neubau mit einer Höchstgeschwindigkeit von 230 km/h geplant. Im Juni 2019 war geplant, noch im gleichen Jahr eine Leistungsvereinbarung über Grundlagenermittlung und Vorplanung für eine 300-km/h-Variante abzuschließen.
Das Projekt war ein Gegenstand des Maßnahmengesetzvorbereitungsgesetzes, das am 1. April 2020 in Kraft getreten war (BGBl. I S. 640). Durch dieses Gesetz wäre es möglich gewesen, das Projekt durch Bundesgesetz statt durch einen behördlichen Planfeststellungsbeschluss zu genehmigen. Die niedersächsische Landesregierung, deren Zustimmung für das Vorhaben damit nicht erforderlich ist, sprach sich Anfang 2020 gegen einen Neubau und für einen Ausbau der bestehenden Strecke aus.
Im November 2020 erhielt die Deutsche Bahn vom damaligen Bundesministerium für Verkehr und digitale Infrastruktur als Vorhabenträger offiziell den Auftrag, die Strecke zu planen. Dazu ist eine frühe Öffentlichkeitsbeteiligung gemäß Maßnahmengesetzvorbereitungsgesetz vorgesehen. Die Ziele des Projekts sind zwei zusätzliche Gleise, eine Fahrzeit von 31 Minuten und die Güterzugtauglichkeit. 
Am 14. Januar 2021 fand der erste von mehreren Bürgerdialogen per Video-Live-Streaming statt.
Am 29. Dezember 2023 trat das Gesetz zur Beschleunigung von Genehmigungsverfahren im Verkehrsbereich (BGBl. 2023 I Nr. 409) in Kraft, das unter anderem das Bundesschienenwegeausbaugesetz änderte und feststellte, dass der Bau der Neubaustrecke Bielefeld–Hannover im überragenden öffentlichen Interesse liegt. Zudem hob es das Maßnahmengesetzvorbereitungsgesetz auf.
Der „Ausbau/Neubau der Bahnstrecken Hamm-Hannover-Berlin“ ist eines von 13 Infrastrukturprojekten des Deutschlandtakts, die laut dem im November 2021 vorgelegten Koalitionsvertrag der rot-grün-gelben Bundesregierung „beschleunigt auf den Weg“ gebracht und „mit hoher politischer Priorität“ umgesetzt werden sollen. Der Koalitionsausschuss einigte sich am 28. März 2023 auf ein Modernisierungspaket für Klimaschutz und Planungsbeschleunigung, demzufolge die Genehmigung von Eisenbahn-Bauvorhaben des Kernnetzes der Transeuropäischen Netze künftig innerhalb von vier Jahren erfolgen solle.

## Verlauf

Suchraum und Grobkorridore des Bahnprojekts Bielefeld–Hannover (Stand: 2023)

Der Verlauf wird von der Deutschen Bahn geplant, indem sie (wie z. B. schon bei der Neubaustrecke Gelnhausen-Fulda) innerhalb eines vorgegebenen Suchraums Grobkorridore für eine mögliche Trassierung sucht und schrittweise zu konkret bewertbaren Trassierungsvarianten verfeinert. Dabei wird auch ein Ausbau oder eine teilweise Mitnutzung der Bestandsstrecke einkalkuliert.
Ob die Neubaustrecke zwischen dem Hauptbahnhof Bielefeld und dem Bahnhof Herford aus der Bestandstrecke ausfädeln wird, war bei Vorstellung von 12 Trassenvarianten am 13. August 2024 noch nicht klar. In Betracht kommt für die Deutsche Bahn nicht eine Ausfädelung an der Weserbrücke in Bad Oeynhausen, um Züge zwischen Amsterdam und Berlin zu beschleunigen, weil die Ziele der Kapazitätserhöhung um zwei Gleise zwischen Bielefeld und Hannover und eine verringerte Fahrzeit von 31 Minuten damit nicht erreicht werden. Gleichwohl schlägt der VCD diese Variante vor.  Die Neubaustrecke soll im Bereich des Seelzer Rangierbahnhofes wieder in die Bestandstrecke einmünden. Die Bundesregierung prüft unter anderem einen Verlauf entlang der Bundesautobahn 2; ein Ergebnis dieser Prüfung wurde noch nicht veröffentlicht. Eine strenge Parallelität wird wegen des Reliefs und der aufgrund der Höchstgeschwindigkeit notwendigen weiten Kurvenradien nicht möglich sein. Ein Eisenbahntunnel durch das Wesergebirge im Raum Rinteln wäre notwendig. Am 13. August 2024 wurden zwölf Trassen-Korridore veröffentlicht; diese ca. 1000 m breiten Korridoren sollen dann zu Trassenvorschlägen präzisiert werden. Für die Korridore veröffentlichte die Bahn eine Bewertung nach den Kriterien Umwelt, Raumordnung und Technik.
Die zwölf möglichen Trassenkorridore werden nun geprüft und mit der Öffentlichkeit diskutiert.
Die Strecke soll mit Digitalen Stellwerken und ETCS Level 2 ohne Signale ausgerüstet werden. Etwa alle 30 Kilometer werden Überholbahnhöfe geplant, die für einen schnellen Regionalverkehr nach dem Vorbild der Schnellfahrstrecken Nürnberg–Ingolstadt und Wendlingen–Ulm zu Personenbahnhöfen ausgebaut werden können.

## Wirkungen
Durch die Strecke und weitere Maßnahmen soll die Reisezeit von Berlin nach Düsseldorf von heute vier Stunden und 14 Minuten auf drei Stunden und 34 Minuten, von Berlin nach Bonn um 39 Minuten auf vier Stunden gesenkt werden. Von der Zeitersparnis sollen 17 Minuten auf die Strecke zwischen Bielefeld und Hannover Hauptbahnhof entfallen (Verkürzung von 48 auf 31 Minuten). Die übrigen Zeitvorteile sollen durch eine Erhöhung der Höchstgeschwindigkeit zwischen Hamm und Bielefeld und zwischen Wolfsburg und Berlin auf 300 km/h erzielt werden.
Zusammen mit der Aus- und Neubaustrecke Hamm–Bielefeld ermöglicht die Neubaustrecke Bielefeld–Hannover, den Knoten Hamm zur vollen und halben Stunde zu bedienen. In Hannover Hauptbahnhof werden alle 15 Minuten wichtige Anschlussbeziehungen ermöglicht. Beide Knoten sollen mit einer Kantenzeit von 54 Minuten verbunden werden.

## Kosten
Die Gesamtkosten lagen nach den ersten Planungen zum Preisstand 2015 bei 7,2 Milliarden Euro. 5,1 Milliarden Euro entfallen davon auf die Aus- und Neubaustrecke.
Laut einer Nachfrage des Bundestagsabgeordneten Frank Schäffler gibt das das Bundesministerium für Digitales und Verkehr 2022 den Gesamtmittelbedarf nun mit 8,4 Milliarden Euro an.

## Diskurs

### Befürworter
Die Neubaustrecke wird von der Bundesregierung, dem Bundesministerium für Digitales und Verkehr sowie der Deutschen Bahn befürwortet.
Zugunsten einer Neubaustrecke hat sich auch Pro Bahn ausgesprochen, da der Deutschlandtakt dafür sorge, dass alle Regionen und auch der Güterverkehr von den Vorteilen des Neubauprojektes profitieren würden. Denn der integrale Taktfahrplan sorge für koordinierte Anschlüsse und Reisezeiten auch bei Umsteigeverbindungen.
Der Verkehrsclub Deutschland (VCD) Niedersachsen spricht sich für ein sorgfältiges Abwägen von Aus- und Neubau der Strecke aus. Dabei sei auch zu beachten, dass möglicherweise bei einer Neubaustrecke mit hohem Tunnelanteil weniger Menschen betroffen sein könnten als bei einem Ausbau der bestehenden Strecke durch die Städte.
Befürwortet wird die Neubaustrecke ebenfalls von der Handwerkskammer Ostwestfalen-Lippe zu Bielefeld, der Industrie- und Handelskammer Lippe zu Detmold und der Industrie- und Handelskammer Ostwestfalen zu Bielefeld.
Auch die Klimaschutzgruppe Fridays for Future spricht sich für die Neubaustrecke aus.

### Gegner

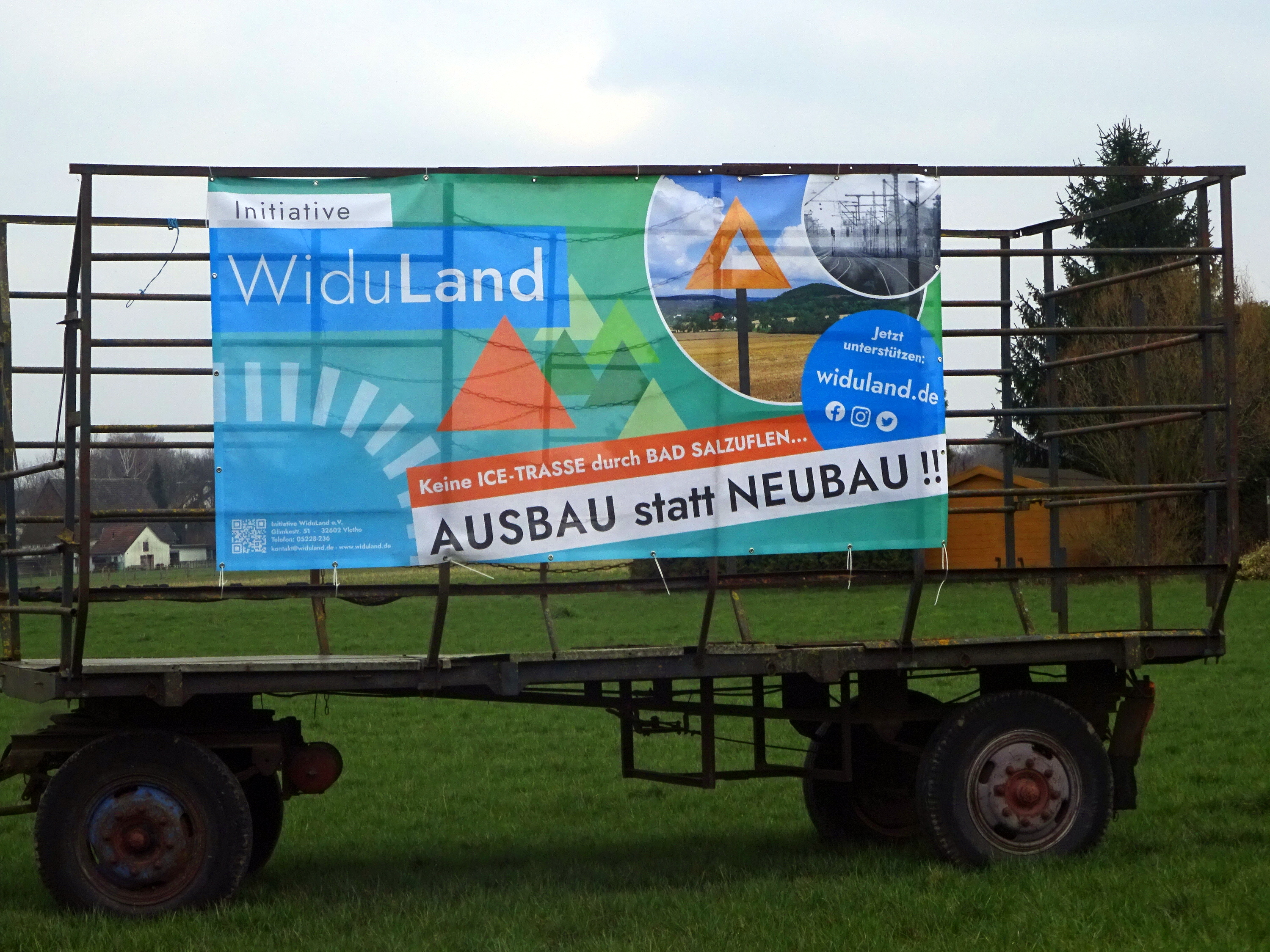
Buergerinitiative Widuland

Bürgerinitiativen aus dem betroffenen Gebiet sprechen sich gegen eine Neubaustrecke aus und schlagen stattdessen einen Ausbau der Bestandsstrecken vor. Bereits von 2002 bis 2004 bestand in Bückeburg die Bürgerinitiative BIGTAB (Bürgerinitiative gegen den trassenfernen Ausbau der Bahn in Bückeburg/Minden/Porta Westfalica), als ähnliche Pläne der Bahn diskutiert wurden. Als 2016 der Bundesverkehrswegeplan veröffentlicht wurde, gründete sich die BIGTAB neu und tritt seitdem für einen Ausbau der Bestandsstrecken ohne Neubaustrecken ein. Ebenfalls seit 2016 engagieren sich die Bürgerinitiativen „Mit Masse gegen die Trasse“ im Raum Bad Nenndorf, die Bürgerinitiative Groß Munzel/Holtensen, die Bürgerinitiative „Zukunft-Leben-Dedensen“ und die Bürgerinitiative Seelze mit ähnlichen Zielen. Vernetzt sind sie unter dem gemeinsamen Dach der IG Cosinus. Nach der Bekanntgabe der Absicht der Bundesregierung, eine ICE-Schnellfahrstrecke entlang der Bundesautobahn 2 zu bauen, gründete sich im Juni 2019 in Rehren die Bürgerinitiative Auetal  und gleichzeitig eine Gruppe von Aktiven, die sich „Auetal in Not“ nennen. Von „Auetal in Not“ stammte eine Petition gegen die Neubaustrecke, die bei den Abgeordneten des Deutschen Bundestages eingereicht wurde. Im November 2020 folgte die Initiative „Pro-Ausbau“ und in Vlotho die Bürgerinitiative „Widuland“. Letzter gehören unter anderem der Abgeordnete des Deutschen Bundestages, Stefan Schwartze, der Abgeordnete des Landtages Nordrhein-Westfalen, Christian Dahm, sowie Rocco Wilken, Bürgermeister von Vlotho, und Mario Hecker, Bürgermeister von Kalletal, an.
Laut der Umweltverbände BUND und Naturschutzbund Deutschland Herford gefährden die möglichen Varianten Flora und Fauna, weil sie Natur- und Wasserschutzgebiete, wie Gebiete nach der Fauna-Flora-Habitat-Richtlinie durchquerten.